# 洪屏抽水蓄能电站
洪屏抽水蓄能电站位于江西省靖安县三爪仑乡和宝峰镇境内，是江西第一座抽水蓄能电站。
该项目分两期建设，第一期工程于2011年10月开工建设，2011年12月导流洞工程全线贯通,2016年12月竣工。一期工程共安装4台30万千瓦抽水蓄能机组，总装机容量为1200兆瓦，其中第一台机组于2014年6月正式投产，自2016年12月起4台300MW机组全部投产。2022年11月12日，江西洪屏抽水蓄能电站二期工程可行性研究报告在南昌审查通过，标志着项目前期工作取得重大阶段性成效。